# Juan Cáceres (kierowca wyścigowy)
Juan Ignacio Cáceres (ur. 1 maja 1984 w Montevideo) – urugwajski kierowca wyścigowy.

## Kariera
Cáceres rozpoczął karierę w międzynarodowych wyścigach samochodowych w 2001 roku od startów we  Włoskiej Formule Renault, gdzie jednak nie zdobywał punktów. W późniejszych latach Urugwajczyk pojawiał się także w stawce Argentyńskiej Formuły Super Renault, Brytyjskiej Formuły Zip, Formuły BMW Junior Cup Iberia, Hiszpańskiej Formuły 3, Włoskiej Formuły 3000, Euroseries 3000, Champ Car, TC2000 oraz Top Race V6 Argentina.
W 2005 roku Urugwajczyk pełnił funkcję kierowcy testowego ekipy Minardi w Formule 1.